# المنظمة الدولية لذوي الاحتياجات الخاصة
المنظمة الدولية لذوي الاحتياجات الخاصة هي منظمة دولية غير حكومية لكافة الإعاقات يديرها المستهلك، يقع مقرها في أوتاوا، أونتاريو، كندا ولها مكاتب إقليمية في آسيا والمحيط الهادئ والشرق الأوسط وأوروبا وأفريقيا وأمريكا اللاتينية وأمريكا الشمالية وجزر البحر الكاريبي. تعد المنظمة الدولية للمعوقين شبكة من المنظمات أو الجمعيات الوطنية للأفراد المعوقين، تأسست في عامي 1980 و1981 لدعم حقوق الإنسان الخاصة بالأفراد المعوقين عبر المشاركة الكاملة وتكافؤ الفرص والتنمية. تساعد المنظمة الدولية للمعوقين المنظمات في أكثر من 152 دولة في مسائل الحياة اليومية المتعلقة بمساعدة ذوي الإعاقة. تستضيف المنظمة أيضًا المجالس والندوات في جميع أنحاء العالم في فروعها الوطنية المختلفة.
تتمثل أهداف المنظمة الدولية للمعوقين في:
- دعم حقوق الأفراد ذوي الإعاقة.
- تعزيز التكامل الاقتصادي والاجتماعي لذوي الإعاقة.
- تطوير منظمات المعوقين ودعمها.

تتمتع المنظمة الدولية للمعوقين بمركز استشاري خاص في المجلس الاقتصادي والاجتماعي للأمم المتحدة وتتعاون مع العديد من المنظمات الدولية والحكومات في العالم. على سبيل المثال، اعتُمدت المنظمة لتشارك في مؤتمرات الدول الأطراف في اتفاقية حقوق الأشخاص ذوي الإعاقة (سي آر بّي دي).

## 1972- 1990

### تأسيسها
منذ عقد اجتماع المؤتمر العالمي لعام 1972 لمنظمة إعادة التأهيل العالمية غير الحكومية في سيدني، أستراليا، شارك المعوقون في العديد من البلدان في حملات تهدف إلى إيصال أصواتهم ضمن المنظمة. وصلت هذه الحملات إلى ذروتها في عام 1980 في اجتماع المؤتمر العالمي الذي يُعقد كل أربع سنوات في وينيبيغ في كندا. كانت المنظمة الرئيسية في دعم الأشخاص ذوي الإعاقة في اجتماع 1980 هي تحالف المنظمات الإقليمية للمعاقين (سي أو بّي أو إتش)، وهي منظمة وطنية للأشخاص ذوي الإعاقة في كندا. اتبعت المنظمة سياسة تقوم على أن إعادة التأهيل بعد الصدمة للأشخاص ذوي الإعاقة يجب أن تكون لفترة محدودة فقط، يليها العيش المستقل. التقى خمسون مندوبًا معاقًا في وينيبيغ لمدة ثلاثة أيام للتخطيط لمداخلاتهم قبل حضور المؤتمر الذي حضره حوالي 250 مندوبًا معاقًا، بالإضافة إلى عدد أكبر من المندوبين غير المعوقين. خسر مجددًا التصويت لصالح جعل منظمة إعادة التأهيل الدولية تمتلك حدًا أدنى من عضوية الأشخاص ذوي الإعاقة وسيطرتهم، بدلًا من الخبراء غير المعوقين وحدهم. في مساء يوم الاثنين 23 يونيو 1980، حدثت «جلبة هائل ملأت مركز المؤتمرات في وينيبيغ» إذ جرى التصويت على إنشاء التحالف العالمي للمواطنين ذوي الإعاقة، والذي عُرف بعد ذلك بوقت قصير في المنظمة الدولية للمعوقين. تأسست لجنة تخطيط مخصصة واجتمعت عدة مرات مع ممثلين من ستة بلدان خلال الفترة المتبقية لها في وينيبيغ، وقدمت التقارير إلى المندوبين المعوقين في يوم الأربعاء 6 يونيو 1980. أدى ذلك إلى تشكل لجنة تسيير تضم ممثلين اثنين يمثل كل منهما سبع مناطق من العالم. انتُخب هنري إينس من كندا رئيسًا للمنظمة، وبينغت ليندكفيست من السويد نائبًا له.

### الأمم المتحدة
تمكن هنري إينس من الحصول على مكان في اجتماع اللجنة الاستشارية للأمم المتحدة في فيينا، النمسا، في الفترة بين 20 و29 أغسطس 1980 للسنة الدولية للأمم المتحدة للأشخاص ذوي الاحتياجات الخاصة، واستطاع عبر هذه الاتصالات المذكورة الحصول على اعتراف الأمم المتحدة (يو إن) بالمنظمة الدولية للمعوقين، بالإضافة إلى بعض التمويل الأولي. حصلت المنظمة الدولية للمعوقين خلال فترة قصيرة على الاعتراف بها بصفتها منظمة غير حكومية شرعية يمكن مشاورتها من قبل الأمم المتحدة عبر المنظمات التابعة لها مثل اليونسكو والمجلس الاقتصادي والاجتماعي للأمم المتحدة ومنظمة العمل الدولية (آي إل أو)، وأخيرًا منظمة الصحة العالمية (دبليو إتش أو) في مايو عام 1985. حضر اثنا عشر شخصًا معاقًا من المنظمة الدولية للمعوقين مؤتمر الجمعية العامة للأمم المتحدة في أكتوبر 1987 أثناء النظر في تقرير عن النصف الأول من عقد الأمم المتحدة للأشخاص ذوي الإعاقة 1983-1992. كان الوصول إلى رواق الطابق العلوي المخصص للمراقبين غير ممكن، لذلك بقي أعضاء المنظمة الدولية للمعوقين في الغرفة الرئيسية واستخدموها للضغط على وفود الحكومات المختلفة مباشرةً. اعتبرت هذه اللحظة نقطة بلوغ المنظمة الدولية للمعوقين ذروة تأثيرها في الأمم المتحدة.

### المؤتمر الأول
انعقد المؤتمر الأول للمنظمة الدولية للمعوقين في سنغافورة في 30 نوفمبر- 4 ديسمبر 1981 بحضور 400 مندوب معاق من جميع مناطق العالم. فوض المجلس البريطاني لمنظمات المعوقين الوفد البريطاني، الذي شمل فيك فينكلين، ليعترض على بعض جوانب مسودة الدستور، وشكلت هذه المناقشة جدول أعمال لبدء المناقشات والتصويت في المؤتمر. صُور أول اجتماع للمؤتمر، لكن التحرير كان مليئًا بالمشاكل، وبحسب ما ورد كان الأعضاء غير راضين عمومًا عن النسخة النهائية، وقالوا إنها لم تظهر الحماس في مؤتمر سنغافورة. انتُخب للمناصب التنفيذية الرئيسية الأسماء التالية:
- رون شاندران دادلي من سنغفورة، رئيسًا للمنظمة.
- هنري إينس من كندا، نائبًا للرئيس.
- بينغت ليندكفيست من السويد، سكرتيرًا.
- جوشوا مالينغا من زيمبابوي، أمينًا للصندوق.

### الانقسامات المبكرة
في كتابها عن تاريخ المنظمة الدولية للمعوقين في ثمانينيات القرن الماضي، ذكرت دايان دريدغر، وهي واحدة من المشاركين الدائمين، أن السنوات الأولى بين عامي 1981 و1985 تضمنت عددًا من النزاعات ضمن فريقي المنظمة (أحد الفريقين من كندا والآخر من السويد) وبين الأعضاء المنتخبين في المجلس العالمي. حُلت هذه التوترات في المؤتمر العالمي في جزر الباهاما عام 1985 بانتخاب أعضاء جدد، وتحسنت علاقات الموظفين حسب ما ورد، وازداد الإشراف على قادة الفريق، إذ انتقل المدير التنفيذي من تولي دور «فخري» قائم على عدم التدخل إلى دور إداري أكثر. حصلت المنظمة الدولية للمعوقين على بعض التمويل الأولي من صناديق التنمية الدولية في كندا والسويد، وركزت في الفترة بين عامي 1982-1985 على تطوير القيادة، ولكن لوحظ أن أغلب المندوبين في الحلقات التدريبية من الذكور، وكان العديد منهم مشاركين بالفعل في منشآت المنظمة، وكانت مشاركة الصم خجولة. تحسنت هذه الأمور بعد عام 1085 بحسب ما ورد، ونظمت النساء ذوات الإعاقة أنفسهن ضمن المنظمة الدولية للمعوقين، ووصلن إلى نقطة هددن فيها بالانفصال عن المنظمة ما لم تستجب لمخاوفهن، وذلك محاكاة للانفصال عن المنظمة الدولية لإعادة التأهيل الذي نتج عنه تأسيس المنظمة الدولية للمعوقين.

### برنامج التنمية الإقليمية
في عام 1985، عينت المنظمة الدولية للمعوقين ثلاثة مسؤولين عن التنمية الإقليمية في منطقة أمريكا اللاتينية، وكان مقرهم في السلفادور وجامايكا والأرجنتين. افتُتح المكتب الأوروبي في السويد في عام 1987. بحلول عام 1989، بقي مسؤول جامايكا فقط في العمل، إذ انتهى تمويل أمريكا اللاتينية، ولكن تأسس مكتبان جديدان في أفريقيا في زيمبابوي (للبلدان الناطقة باللغة الإنجليزية) وفي موريشيوس (للبلدان الناطقة باللغة الفرنسية). في عصر الأبارتايد في جنوب أفريقيا، أُجريت نقاشات عديدة في اجتماع المؤتمر حول إمكانية الاعتراف بمنظمة جنوب أفريقيا للأشخاص ذوي الإعاقة (دي بّي إس أيه) بصفتها عضوًا في المنظمة الدولية للمعوقين، ولكنها لم تحصل على عضوية المنظمة خلال الأبارتايد.